# 佐藤智恵子
佐藤 智恵子（さとう ちえこ、1976年（昭和51年）11月22日 - ）は、日本のフリーアナウンサー・ラジオパーソナリティ。フードアナリスト。インテリアコーディネーター。
東北学院大学経済学部経済学科卒業。1999年4月から2002年9月まで山形放送でアナウンサーをした後、主に宮城県でフリー活動をしている。現在ジャパニアス株式会社J-collegeセンター長。　

## 出演番組
- 東北放送ラジオ「おはようワイド Goodモーニング」（水、木、金曜日）
- 東北放送テレビ「ウォッチン!みやぎ」（みちのくコレクション、不定期）
- 東日本放送「突撃!ナマイキTV」（水曜日）
- 東日本放送「なるほどマンション.com TV」
- 東日本放送「アレコレ」（毎月最終土曜日 9:45～10:00）
- Date FM「From MJ」（毎週土曜日 18:30～18:55）
- 福島テレビ「スマイルプラス」（月～金曜日 11:20～11:25）

### 過去に担当していた番組
- 東日本放送「薩摩に乾杯〜今夜も神が降りてくる〜」（日曜日 17:55～）

山形放送時代
- YBCハッピーロード